# DOS/V

DOS/V logo (OADG)

Il DOS/V fu un'iniziativa giapponese iniziata nel 1990 per permettere ai personal computer di gestire il testo giapponese a doppio-byte attraverso il solo software. Fu sviluppato da parte di IBM per le sue macchine PS/55 (versione giapponese del PS/2). I caratteri grafici Kanji ed altre informazioni localizzate (relative a lingua e/o paese) erano immagazzinate sull'hard disk piuttosto che su speciali chip come nella precedente architettura AX. Come accadeva con AX, il suo gran valore per l'industria dei computer giapponese era quella di permettere la compatibilità con software straniero. Questo non è stato possibile con il sistema proprietario PC-98  di NEC, che era il dominatore del mercato prima che emergesse il DOS/V.
Il supporto e la promozione del DOS/V era sostenuta da IBM e il relativo consorzio PC Open Architecture Developers' Group, chiamato anche OADG.

## Curiosità
Il carattere V in DOS/V stava per VGA (e non per "versione cinque" come alcune persone pensavano, dato che venne commercializzato approssimativamente nello stesso momento del DOS 5).